# Эбенфурт
Эбенфурт (нем. Ebenfurth) — город в Австрии, в федеральной земле Нижняя Австрия.
Входит в состав округа Винер-Нойштадт. Население составляет 2785 человек (на 31 декабря 2005 года). Занимает площадь 23,56 км². Официальный код — 32304.

## Политическая ситуация
Бургомистр коммуны — Альфредо Розенмайер (СДПА) по результатам выборов 2005 года.
Совет представителей коммуны (нем. Gemeinderat) состоит из 21 места.
- СДПА занимает 18 мест.
- АНП занимает 3 места.